# Поэтический реализм
Поэтический реализм (фр. Réalisme poétique, англ. Poetic realism) — художественное направление в европейском, в основном во французском кинематографе. Наибольшей выразительной силы и востребованности достиг во второй половине 1930-х годов — первой половине 1940-х годов. В основу направления положено поэтически возвышенное отображение жизни и быта средних и низших классов общества описываемого периода. Главными выразителями идей поэтического реализма принято считать поэта и драматурга Жака Превера, режиссёров Жана Ренуара, Жана Виго, Жюльена Дювивье, Жака Беккера, Марселя Карне, Пьера Шеналя. Ряд критиков кино во главе с писателем Пьером Мак-Орланом использовали для названия направления термин «социальная фантастика».

## История развития и художественные особенности
Корни поэтического реализма расположены в выразительных средствах и художественных приёмах уже развитого к началу 1930-х годов экспериментального кинематографа и, в частности, авангардного кино Франции. Кинематографисты Германии, Италии, СССР полностью зависели от политической цензуры, кино Великобритании, в силу языковой совместимости, было наполнено коммерческой продукцией США и довольствовалось невысокой квотой присутствия своих развлекательных фильмов. В период нарастания влияния итальянского фашизма, испанского фалангизма и германского национал-социализма, в условиях слабости собственного буржуазного правительства, французские кинематографисты обратились к теме героизации «простого» человека, персонажа из народа. Идеи направления были поддержаны лидерами Народного фронта, особенно французскими коммунистами (в 1936 году было создано Объединение директоров кинотеатров Народного фронта для пропаганды и продвижения национальных прогрессивных кинофильмов). Режиссёры, которые работали в направлении поэтического реализма, разделяли общие художественные взгляды, но никогда не были формально объединены в какие-либо творческие группы.
В отличие от социального реализма, документального кино, для поэтического реализма характерно «воссоздание» реальности, в том числе путём широкого использования павильонных съёмок. Поэтизация действительности отражалась повышенным эстетизмом выразительных приёмов, важностью для авторов внешних аспектов подачи произведения. Сюжет часто фантастичен. В первой половине 1930-х годов авторы, которых условно можно отнести к направлению поэтического реализма, работали как в жанре драмы («Улица без имени», 1934 год; «Пансион „Мимоза“», 1935 год), так и в жанре комедии («Мариус», 1931 год; «Героическая кермесса», 1935 год). С нарастанием политической напряжённости в Европе мировоззрению героев картин стал присущ фатализм, который во время оккупации Франции усилился настроениями ностальгии, обречённости и безысходности («День начинается», 1939 год). Допустим условный канон построения сюжета фильма. Главный герой — в широком смысле изгой: безработный, дезертир, преступник, — который в момент достижения низшей точки падения получает последний шанс на взаимную любовь и понимание. В большинстве случаев жестокость реальной жизни разрушает возможность счастья.
Я не пессимист. Я не маньяк «черного» фильма. Но фильмы, которые я снимаю, всегда в определенной степени отражают текущий момент. Годы, предшествовавшие началу войны, не отличались особым оптимизмом. Мир вот-вот должен был развалиться, и мы смутно сознавали это...
Марсель Карне
Итальянский писатель и критик Пьетро Паоло Тромпео предложил рассматривать поэтический реализм в кино как третью фазу натурализма: первая — литературное творчество Золя, Ги де Мопассана, Альфонса Доде и др., вторая — натуралистическая драма театра Антуана, драматургия Ибсена. «Третья фаза — это кинематограф, который старается с максимальной убедительностью воспроизвести те черты действительности, которые Бодлер называл „фантастическими реалиями жизни“».
Поэтический реализм оказал значительное влияние на формирование Новой волны во Франции и Неореализма в Италии.

## Кинематографисты и фильмы

### Александр Корда (Великобритания) и Марсель Паньоль
Александр Корда, вероятно, по признаку времени выхода фильма должен открывать список режиссёров, использующих художественные приёмы поэтического реализма. Однако это направление нетипично для кинематографа Великобритании в целом. Кроме того, Корда в съёмках картины «Мариус» (фр. «Marius», 1931 год) выступил режиссёром экранизации уже очень успешной постановки пьесы француза Марселя Паньоля, который принимал участие в съёмках в качестве автора сценария и второго режиссёра. Фильм в жанре романтической комедии рассказывает о владельце бара в портовом квартале Марселя Цезаре, его взрослом сыне Мариусе, который влюблён в подругу детства Фанни, но грезит дальними морскими путешествиями. Тяга к морю побеждает. Он устраивается матросом на отправляющийся в плавание клипер. Спустя несколько лет, после выхода фильмов «Фанни» и «Цезарь», эта история превратилась в трилогию. Кинообозреватель и критик агентства The Onion Ноэль Мюррей так характеризует фильм: «Трилогия закрепила за французским кино понятие „традиция качества“, в котором игра актёров и раскрытие темы ставится выше внешнего блеска. Сами фильмы повествовательны и комичны, полны житейских узнаваемых персонажей и очень натуралистичных мелочей, французских, как сыр Бри или Жак Тати».

### Жак Фейдер
Жак Фейдер занимался многими кинематографическими проектами, несколько лет работал в Голливуде, но не достигнув с MGM согласия по поводу финансирования дальнейших планов, вернулся во Францию. Здесь за три года он создал три картины, признанных впоследствии шедеврами поэтического реализма. «Большая игра» (фр. «Le Grand jeu», 1934 год) — фильм о молодом парижанине, запутавшемся в соблазнах светской жизни и вынужденном вступить во Французский Иностранный легион для спасения чести семьи (тема отверженности). Попытка построить новую любовь кончается провалом. Гадалка, которая ранее не ошибалась в своих пророчествах, предрекает ему скорую гибель. Сюжет картины «Пансион „Мимоза“» (фр. «Pension Mimosas», 1935 год) разделён на два временных периода. В первом бездетная семья владельцев пансиона на Лазурном берегу усыновляет маленького мальчика. Спустя десять лет выросший в молодого негодяя Пьеро регулярно вымогает у приёмных родителей деньги, окончательно запутавшись в долгах. Одновременно развивается сюжетная линия его несчастной любви, неразделённость которой приводит его в финале к самоубийству. Вершиной творчества Жака Фейдера, в том числе в направлении поэтического реализма, стал его фильм «Героическая кермесса» (фр. «La Кermesse Héroïque», 1935 год) — романтическая комедия в исторических декорациях XVII-го века, удостоенная большого количества наград.
Помощником режиссёра в этих фильмах работал другой приверженец «поэтического реализма», будущий классик направления Марсель Карне.

### Пьер Шеналь
Пьер Шеналь работал и экспериментировал в различных жанрах и художественных направлениях кинематографа. Из картин, которые исполнены им в духе поэтического реализма, в первую очередь нужно назвать фильм «Улица без имени» (фр. «La Rue sans nom», 1934 год). Это рассказ о районе проживания беднейших рабочих и деклассированных элементов, где нищета порождает отчаяние, ксенофобию, алкоголизм. Чрезвычайно точно в художественные каноны направления вписана следующая работа режиссёра — экранизация романа Ф. М. Достоевского «Преступление и наказание» (фр. «Crime et châtiment», 1935 год): главный герой — социопат Родион Раскольников, любящая его Соня Мармеладова, которая поддерживает его духовно, но не в силах изменить его судьбу (тема обречённости). В дальнейшем Шеналь отошёл от творчества в рамках поэтического реализма. Чаще, особенно после вынужденной эмиграции в Аргентину, он работал в жанре триллера, используя художественные приёмы фильмов-нуар.

### Жан Виго
Жан Виго за свою непродолжительную жизнь (умер в 29 лет от туберкулёза) создал два полнометражных фильма, ставших образцами поэтизации реальности. «Ноль по поведению» — история событий в колледже-пансионе, приведших к открытому бунту воспитанников. Каждый воспитатель — совершенно живой и реальный человек, благодаря иронии автора превращается в запоминающийся сатирический образ. В отношении персонажей-подростков Виго использует только добрый юмор и демонстрирует абсолютное их понимание. Неизбежность конфликта бюрократической системы воспитания и неосознанного, незрелого ещё желания свободы для режиссёра очевидна. Съёмки дались Виго с трудом, он говорил: «Этот фильм — до того мои мальчишеские годы, что мне хочется поскорее перейти к чему-либо другому». Фильм был запрещён цензурой к показу во Франции.
«Аталанта» — романтическая история любви капитана самоходной баржи Жана и провинциальной девушки Джульетты. Описание заурядного плавания по каналам Франции исполнено Виго на уровне поэмы о понимании, терпении, прощении. Эмир Кустурица так отзывается о фильме: «Я считаю, что этот фильм Жана Виго полностью изменил мои взгляды на кино. Поэзия делает кино. Если вы хотите делать кино, вы должны быть поэтом, если вы не поэт, фильмы будут просто обычным отражением. Я убежден, что в „Аталанте“ вы найдете идеальный баланс между диалогом и действием.»

### Жан Ренуар
Жан Ренуар внёс один из самых заметных вкладов в развитие направления. В 1935 году при выборе сюжета для фильма он обратился к русской литературной основе — пьесе А. М. Горького «На дне» (1902 год). Персонажи и обстоятельства действия чрезвычайно подходили к раскрытию идей поэтического реализма: отвергнутые обществом герои, получающие на грани безысходности право на любовь, на возможность духовного возрождения. Представляет интерес такое сравнение обозревателем компании Criterion Collection двух экранизаций пьесы — фильмов Жана Ренуара 1936 года и Акиры Куросавы 1957 года: «… два величайших режиссёра кино переосмыслили классическую пролетарскую пьесу Максима Горького „На дне“ каждый на свой взгляд и в своё время. Ренуар, работая во время противостояния Гитлера и Народного фронта во Франции, вынужден был отклониться от тёмного настроения исходного материала Горького, смягчить его мрачные перспективы. Куросава, творящий в послевоенном мире, не нашёл никаких поводов для надежды. Он остался верным оригиналу с его акцентом на конфликт между иллюзией и реальностью — теме, к которой он вернётся снова и снова. Работая с самыми знаменитыми актерами (Габен у Ренуара; Мифуне у Куросавы), каждый режиссёр предлагает свой уникальный взгляд на кинематографическую адаптацию, где (разные) социальные условия и художественные приёмы сошлись для создания уникальных шедевров.»
Спустя год, сняв при этом ещё два фильма, Ренуар создаёт очередной шедевр — фильм «Великая иллюзия» (фр. «La Grande illusion», 1937 год). История французских военных лётчиков, попавших в ходе Первой мировой войны в немецкий плен. Один из них — дворянин Боэльдьё, — вынужден делать моральный выбор между патриотизмом и дворянским статусом, аристократическим единством с немцем фон Рауффенштайном, относящегося к пленнику очень лояльно. Используя лагерь для военнопленных как модель общества, Ренуар исследует взаимоотношения французских офицеров из разных социальных слоёв, живущих под наблюдением своих немецких охранников.
Его интересуют не национальные, а классовые различия. «Если Французский крестьянин окажется за столом с французским финансистом, — писал он, — этим двум французам будет нечего сказать друг другу. Но если французский крестьянин встретит китайского фермера, то они найдут о чем поговорить.» Французский критик Андре Базен писал об этом фильме Ренуара, что «он унаследовал из литературы и живописи эпохи своего отца глубину, чувственность и волнующее ощущение реальности.»
Ещё через два года Жан Ренуар выпуском фильма «Правила игры» (фр. «La Règle du jeu», 1939 год), по мнению большинства критиков, достигает вершины в своём творчестве. Формально, это — романтическая драма из жизни «высшего света» с любовным многоугольником. В поисках сюжета Ренуар неожиданно обратился к произведениям Пьера де Мариво и Альфреда де Мюссе, периоды творчества которых разделяет более века. В них он обнаружил искомый баланс между прозой и поэзией.
Один из ведущих кинокритиков Роджер Эберт так отзывается о картине: «Это — волшебная, неуловимая работа, которая навсегда встала следом за „Гражданином Кейном“ во всех рейтингах великих фильмов. Она так проста и запутана, так бесхитростна и зла, так невинна и опасна, что вы не можете просто её смотреть, вы должны впитать её дух.»

### Жюльен Дювивье
Жюльен Дювивье, в первую очередь известный по постановке фильма «Большой вальс», в ряде картин 1930-х годов ярко работал в духе поэтического реализма. Из них чаще всего упоминаются «Славная компания» (фр. «La belle équipe», 1936 год) и «Пепе ле Моко» (фр. «Pépé le Moko», 1937 год). Первая — история пяти безработных, которые неожиданно выиграли главный приз национальной лотереи и решили совместно вложить эти деньги в покупку таверны. Но реальность жизни быстро разрушила идиллическое партнёрство. Дружба мужчин — героев Девивье, — не даёт им осуществить мечту по организации таверны, поскольку они имеют несколько разные экономические интересы. Критики утверждают, что сюжет фильма в эпической форме рассказывает о быстром подъёме и скором распаде Народного фронта Франции. Действительно, фильм снимался в июне — июле 1936 года, что совпало с первыми днями работы правительства Леона Блюма. Картина «Пепе ле Моко» (ле Моко — кличка, на сленге обозначающая выходца из Марселя) рассказывает о судьбе уголовного преступника, пытающегося скрыться от полиции в Алжире. По настроению и художественным методам фильм называют одним из первых экспериментов в стиле нуар.

### Марсель Карне
Марсель Карне внёс наибольший вклад в развитие поэтического реализма. Картины «Набережная туманов» (фр. «Le Quai des brumes», 1938 год), «День начинается» (фр. «Le Jour Se Lève», 1939 год), «Дети райка» (фр. «Les Enfants du paradis», 1945 год) стали образцами использования техники и художественных приёмов направления. Фильм «Джульетта, или Ключ к сновидениям», который был снят в 1950 году, идеально подтверждает принятые каноны. Заключённый в тюрьму Мишель в снах находит свою возвышенную любовь — Джульетту. Но обстоятельства, воплощённые в образе демонического аристократа, разрушают счастье. Мишель навсегда удаляется в деревню, где жители лишены воспоминаний.

### Лукино Висконти (Италия)
Лукино Висконти выступил связующим звеном между поэтическим реализмом Франции и неореализмом Италии. В конце 1930-х годов несколько лет он работал ассистентом Жана Ренуара, когда тот снимал свои лучшие работы, включая «Великая иллюзия» и «Правила игры». Именно Ренуар предложил Висконти экранизировать в своей редакции роман Джеймса Кейна «Почтальон всегда звонит дважды», который тремя годами ранее уже был поставлен другим мастером поэтического реализма Пьером Шеналем. Монтажёр снятого фильма «Одержимость» (фр. «Ossessione», 1943 год) Марио Серандреи так отозвался о картине: «Это кино особого рода, я такое вижу впервые и обозвал бы его неореализмом», тем самым первым употребив название целого направления кинематографа.

### Иван Пырьев (СССР)
Иван Пырьев — строгий последователь и выразитель социалистического реализма. При этом невозможно не оценить высокую степень влияния на его фильмы идей поэтизации быта определённых социальных слоёв, в первую очередь крестьянства: «Свинарка и пастух» (1941 год) и «Кубанские казаки» (1949 год). Советская критика, находящаяся в предписанных идеологических рамках, отмечает возвышенный стиль повествования о самых заурядных бытовых элементах. Газета «Советское искусство»: «Романтическая интонация, поэтический строй реалистического по самому своему существу фильма „Кубанские казаки“, полнота выражения авторского вдохновения, чувств и мыслей, не скованных заведомо обусловленной „манерой“, героика, лирика, юмор, звучащие в одном и том же произведении, — все это есть проявление и богатства нашей жизни.» Безусловно, в советских фильмах были исключены настроения упадничества и неверия.